# 鈴木款
鈴木 款（すずき よしみ、1947年 - ）は、海洋科学研究者。現在、静岡大学教授。
1972年3月・静岡大学工学部卒業、1981年7月・理学博士（名古屋大学）。　「海洋におけるセレンの地球化学的研究 」。
2010年8月に第25回海洋化学学術賞、2011年7月には第４回海洋立国推進功労者（内閣総理大臣表彰）を受彰。